# Marcali vasútállomás
Marcali vasútállomás egy megszűnt Somogy vármegyei vasútállomás Marcali településen, a Somogyszob–Balatonszentgyörgy-vasútvonalon.
A város központjának keleti szélén helyezkedik el, a 6805-ös út vasúti keresztezésétől nem messze délre, az autóbusz-állomás mellett.
Az állomást érintő egyetlen vasútvonalon a személyszállítás 2009. december 13-án megszűnt.

## Története
Marcaliban 1893. október 21-én nyitották meg a vasútforgalmat. Az első és a második világháború frontjaira erről az állomásról is indultak katonák. 1943-ban gróf Széchényi Andor Pál koporsóját innen szállították utolsó útjára Nagycenkre. 1944. június 6-án a település és a járás mintegy 400 zsidó polgárát deportálták vasúton.
1945 után újraindult a polgári személyszállítás, 1950-ben Marcali katonaváros lett, 1953-tól a Magyar Néphadsereg hadifelszereléseit – elsősorban a lánctalpas járműveket – szállították. A nagyobb hadgyakorlatok alkalmával a katonaság egységei is vonattal indultak el az állomásról.
2009. december 13-án a személyszállítás megszűnt, a gazdasági szállítás folytatódott. A Marcali Múzeum gyűjteményében megtalálhatóak a marcali vasút történetével kapcsolatos tárgyi emlékek.

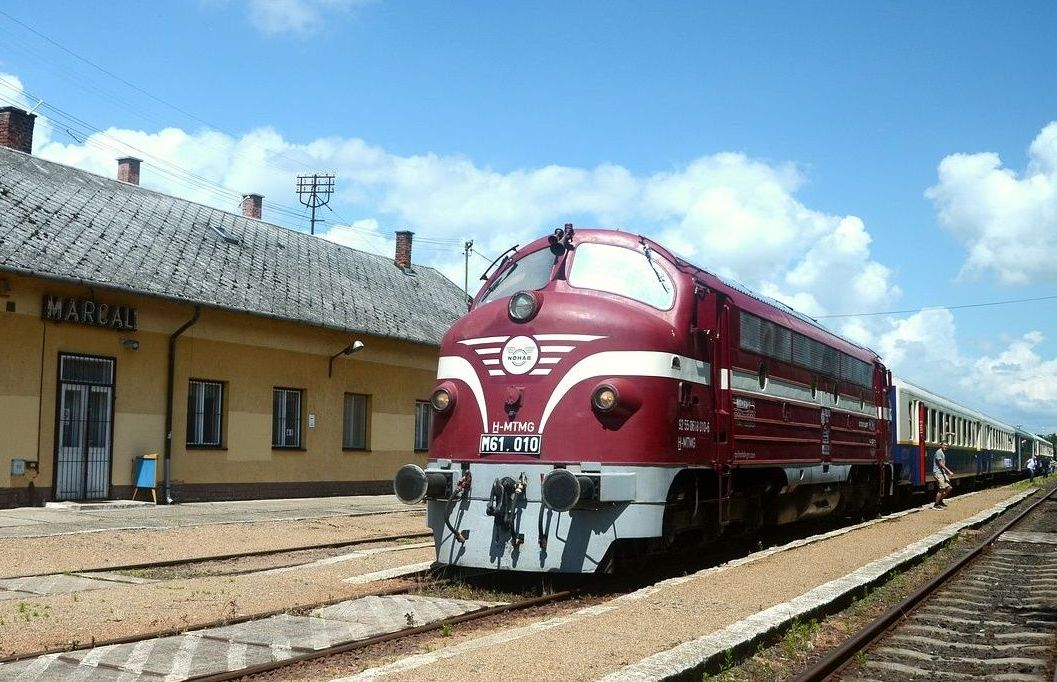
A NOHAB-GM Alapítvány somogyi körtúrára induló különvonata Marcaliban

## Vasútvonalak
Az állomást az alábbi vasútvonalak érintik:
- Somogyszob–Balatonszentgyörgy-vasútvonal

## Kapcsolódó állomások
A vasútállomáshoz az alábbi állomások vannak a legközelebb:
- Mesztegnyő megállóhely (Somogyszob vasútállomás, Somogyszob–Balatonszentgyörgy-vasútvonal)
- Kéthely megállóhely (Balatonszentgyörgy vasútállomás, Somogyszob–Balatonszentgyörgy-vasútvonal)